# Yma Sumac
Yma Sumac, zvaná Quechua (kečuánsky), vlastním jménem Zoila Augusta Emperatriz Chavarri del Castillo, (13. září 1922 Ichocán, Peru – 1. listopadu 2008 Los Angeles, Kalifornie, USA) byla peruánská zpěvačka.

## Život
Pocházela z vysokých andských hor a byla už jako malá často viděna, jak si na hřebenech hor zpívá peruánské folklórní písně. Její hlas připomíná zpěv ptactva, ale zároveň i zvuky, které se podobají vrčení a opravdu nízko položenému tenorovému hlasu.
V období třináctých narozenin (1935) dostala příležitost zpívat v argentinském rádiu a roku 1943 natočila zhruba 16 písní, které bylo možné slyšet až v posledním desetiletí.[kdy?] Později se seznámila se skladatelem a kytaristou Moisesem Vivancem, který se stal jejím manželem a zároveň manažerem.
Společně s manželem založili skupinu The Inka Taky Trio, kde působila také Yolanda „Cholita“ Riverová (uměleckým jménem Cholita Rivero), sestřenice Ymy Sumac – tanečnice a kontraaltistka. Zpívali, tančili a hráli peruánské písně pouze v Jižní Americe, ale roku 1946 začali působit i v New Yorku. Zde si jich v malém klubu Blue Angel všiml hledač talentů a podepsal s nimi nahrávací smlouvu pro Capitol Records. Tato smlouva přinesla změnu celkového vzhledu a hudebních aranží skupiny. Yma Sumac ale měla velmi slabý hlas a nemohla zpívat na jevišti, např. v opeře, bez mikrofonu. Proto se hlavně uplatnila na gramofonových deskách ve studiových nahrávkách.
Kolem roku 1950 byla na vrcholu popularity a její hlas bylo možné slyšet v rozsahu pěti oktáv.
V roce 1964 zpívala v Praze. Při tom také Supraphon vydal v edici svého klubu desku Zpívá Yma Sumac (LP, č. DV 6150).